# Marcilly (Seine-et-Marne)
Marcilly település Franciaországban, Seine-et-Marne megyében. Lakosainak száma 463 fő (2022. január 1.). Marcilly Puisieux, Barcy, Douy-la-Ramée, Étrépilly, Forfry és Gesvres-le-Chapitre községekkel határos.

## Népesség
A település népességének változása:
| Lakosok száma | 463  | 477  | 489  | 473  | 457  | 442  | 449  | 459  | 463  |
|               | 2013 | 2015 | 2016 | 2017 | 2018 | 2019 | 2020 | 2021 | 2022 |